# Calle de Guetaria (San Sebastián)
La calle de Guetaria es una vía pública de la ciudad española de San Sebastián.

## Descripción

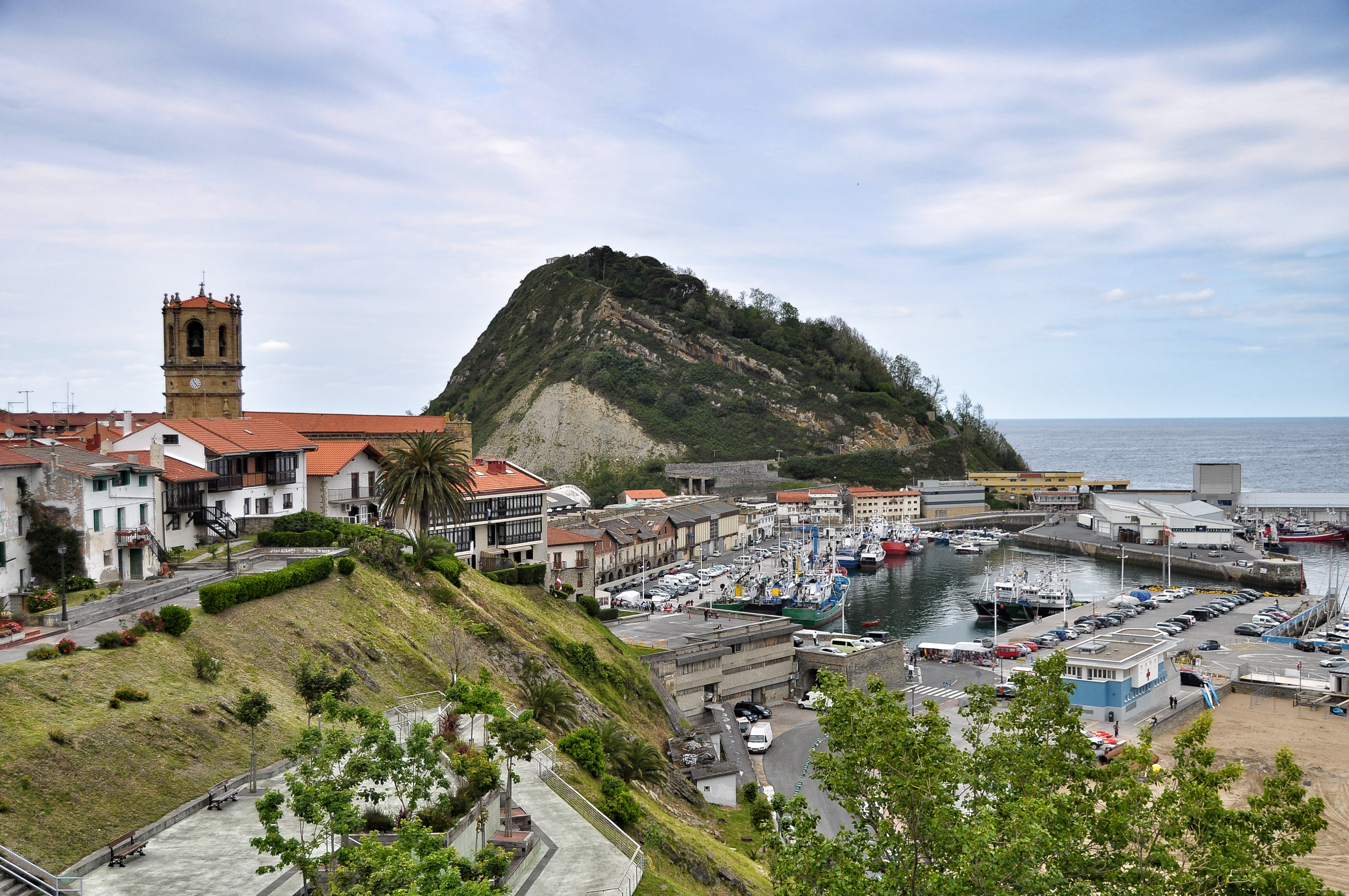
Vista de Guetaria, localidad que da nombre a la calle

La vía, que en un principio iba a conocerse como «calle del Ensanche», adquirió el título actual, que honra a la localidad guipuzcoana de Guetaria, en septiembre de 1877. Nace de la avenida de la Libertad, donde conecta con la calle de Churruca, y discurre hasta la plaza de Bilbao. Tiene cruces con las calles de San Marcial, de Arrasate y de San Martín. Aparece descrita en Las calles de San Sebastián (1916) de Serapio Múgica Zufiria con las siguientes palabras:

Calle de Guetaria.—Por acuerdo de 12 de Septiembre de 1866, estaba destinada esta vía a que se le denominara «Calle del Ensanche», pero en sesión de 26 de Septiembre de 1877, se acordó sustituir este rótulo por el de «Calle de Guetaria», en recuerdo del heroico comportamiento observado por esta villa en la última guerra civil, que terminó en 1876, defendiéndose contra las fuerzas carlistas.
(Múgica Zufiria, 1916, p. 50)